# كريستيان توفار
كريستيان توفار (بالإسبانية: Christian Tovar)‏ هو لاعب كرة قدم مكسيكي في مركز الوسط، ولد في 13 يناير 1996 في سالتيو في المكسيك. شارك مع منتخب المكسيك تحت 17 سنة لكرة القدم. أما مع النوادي، فقد لعب مع زاكاتيبيك وسانتوس لاغونا.

## وصلات خارجية
- كريستيان توفار على موقع قاعدة بيانات كرة القدم.إي يو (الإنجليزية)
- كريستيان توفار على موقع Soccerway.com (الإنجليزية)